# Річки Бангладеш

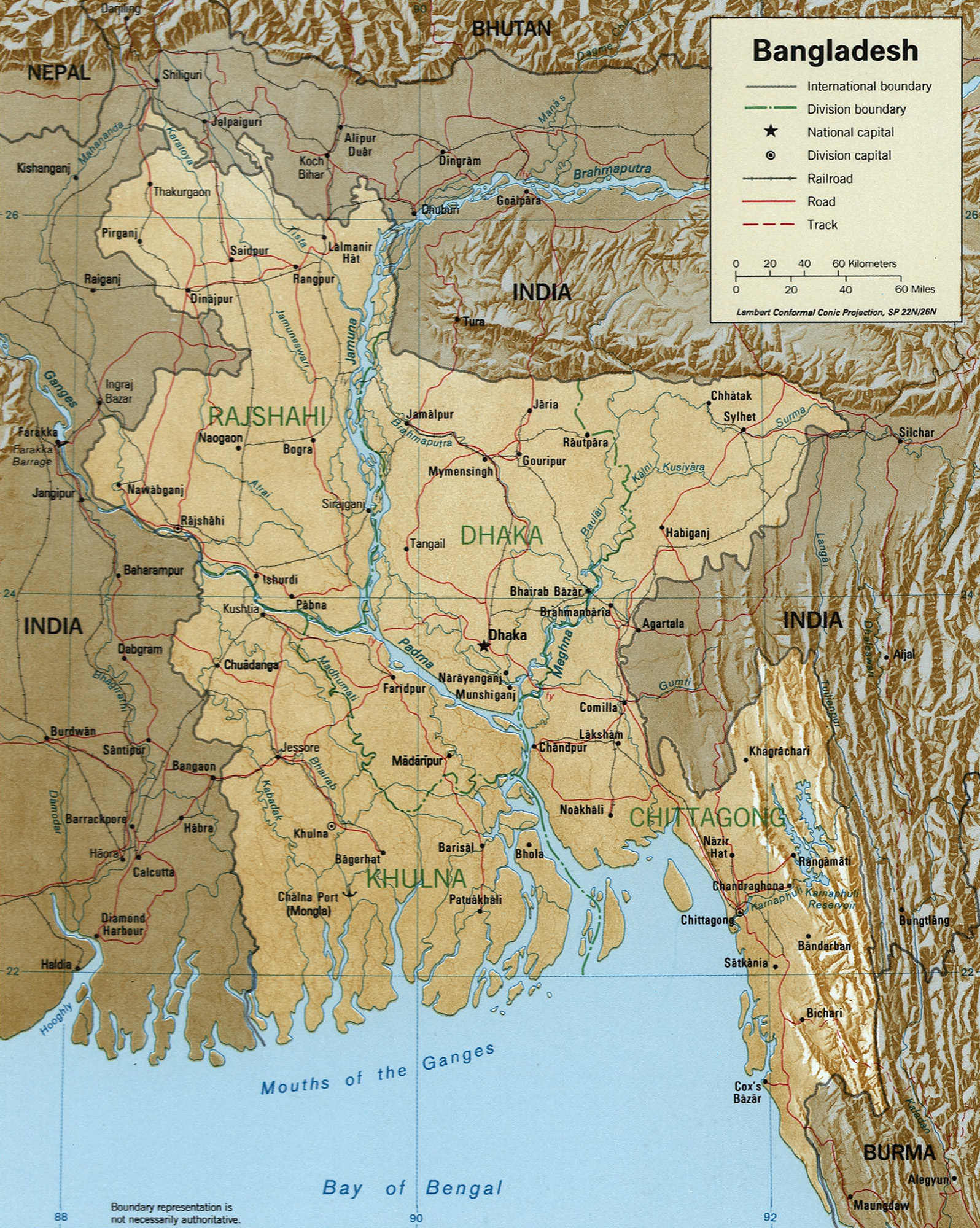
Гідрографічна мережа Бангладеш

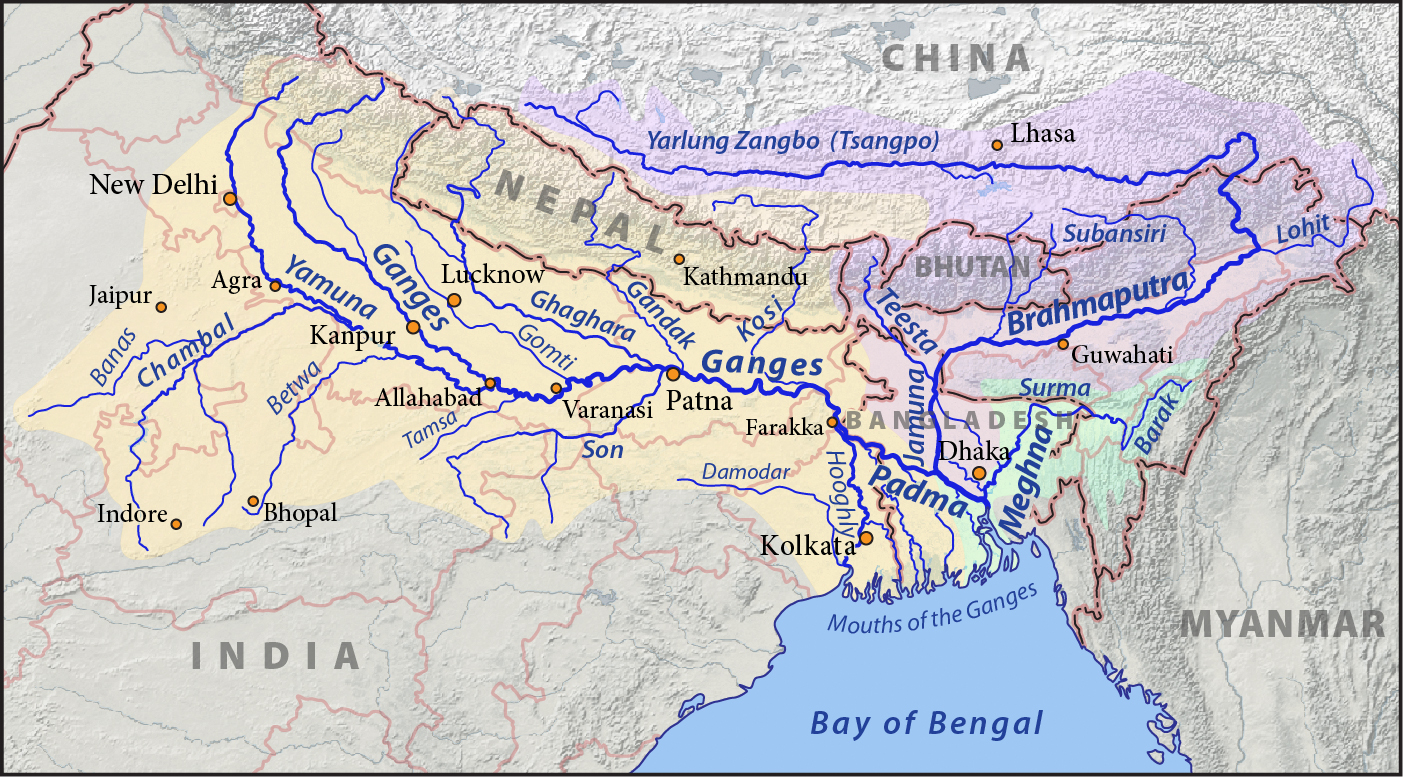
Річковий басейн Гангу, Брахмапутри і Мегхни

Річки Бангладеш — річки й річкові рукави, що течуть територією південноазійської держави Бангладеш. Територія країни переважно лежить в спільній дельті Гангу і Брахмапутри. Загалом на території країни налічується понад 700 річок і річкових рукавів, загальною протяжністю 24,14 тис. км. Головний напрямок течії річок — з півночі на південь. Річкова мережа дренує схили Гімалаїв і несе води до Бенгальської затоки (Індійського океану). Загальний річковий стік, що надходить до затоки 1,17 км³. У більшості річок піщане дно, пласкі береги, схильні до ерозії і зміни річища. Живлення майже суто дощове, переважно влітку (літній мусон).

## Значення
Велика річкова мережа Бангладеш виступає як головним ресурсом країни, так і найбільшою небезпекою:
- слугує основним джерелом води для зрошення;
- слугує основними артеріями для транспортних перевезень;
- забезпечує населення рибою, що є важливим джерелом білків.
- під час мусону дозволяє швидко скидати надлишки води до Бенгальської затоки.
- приносить величезні об'єми родючого мула на поля, чим підвищує природну родючість земель сільськогосподарського призначення.

З іншого боку, широке поширення ерозії річкових берегів і регулярне затоплення великих ділянок суходолу викликають величезні труднощі в господарюванні і нормальному функціонуванню інфраструктури, призводять до безповоротного знищення ресурсів, стримують розвиток економічний і соціальний розвиток населення країни. Наприклад, Бхолійський циклон 1970 року викликав штормовий приплив заввишки до 9 м, що призвело до загибелі кількасот тисяч мешканців річкової дельти.
Величезний об'єм твердих наносів (близько 2,4 млрд тонн) щорічно збільшує площу країни уздовж моря.

## Гідроніміка
Попри те, що майже вся річкова мережа країни належить до басейну Гангу і лежить в дельті Гангу-Брахмапутри, гідронім Ганг в країні використовується лише до злиття з Джамуною, спільне річище Джамуни і Ганга зветься Падма (до злиття з Мегхною). Так само і Брахмапутра, після злиття з Тістою (бенг. তিস্তা), зветься Джамуною (бенг. যমুনা).

## Річкові басейни

### Ганг — Падма

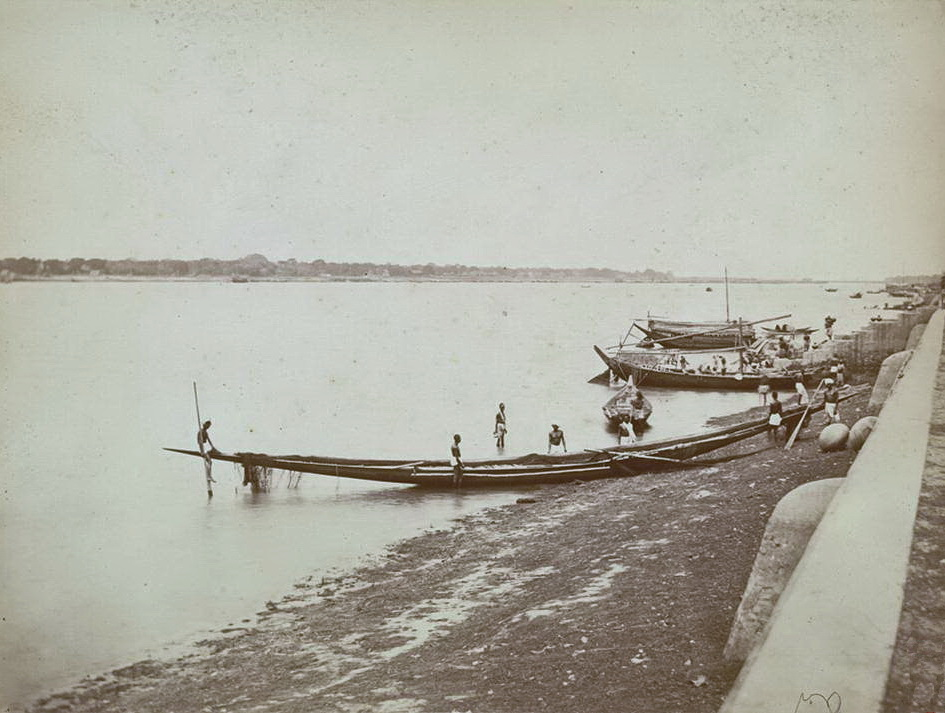
Падма, 1860 рік

Ганг (бенг. গঙ্গা নদী) — одна з найдовших річок континенту, загальна довжина 2600 км, що збирає води на площі 907 тис. км² (33,8 тис. км² у межах Бангладеш). На території Бангладеш течія Гангу поділяється на дві головні частини:
- власне Ганг (258 км), що зливається з Джамуною в Гоаландагаті (за 72 км на захід від Дакки);
- Падма (бенг. পদ্মা), частина Гангу завдовжки 126 км від Гоаландагата до Чандпуру, де вона зливається з Мегхною[1].

Система Ганг-Падма — є центральною частиною річкової системи країни. Для системи характерні регулярні повені під час мусонних дощів. Катастрофічною за наслідками була повідь 1981 року, коли рівень води піднявся до 20-21 м, витрати води становили 76 тис. тонн/с, а швидкість потоків сягала 4-5 м/с.
Праворуч від Гангу і Падми відгалужуються численні рукави (Кабадак, Бхайраб, Мадхуматі), що течуть на південь і утворюють заболочену дельту, вкриту мангровими заростями — Сундарбан.

### Брахмапутра — Джамуна

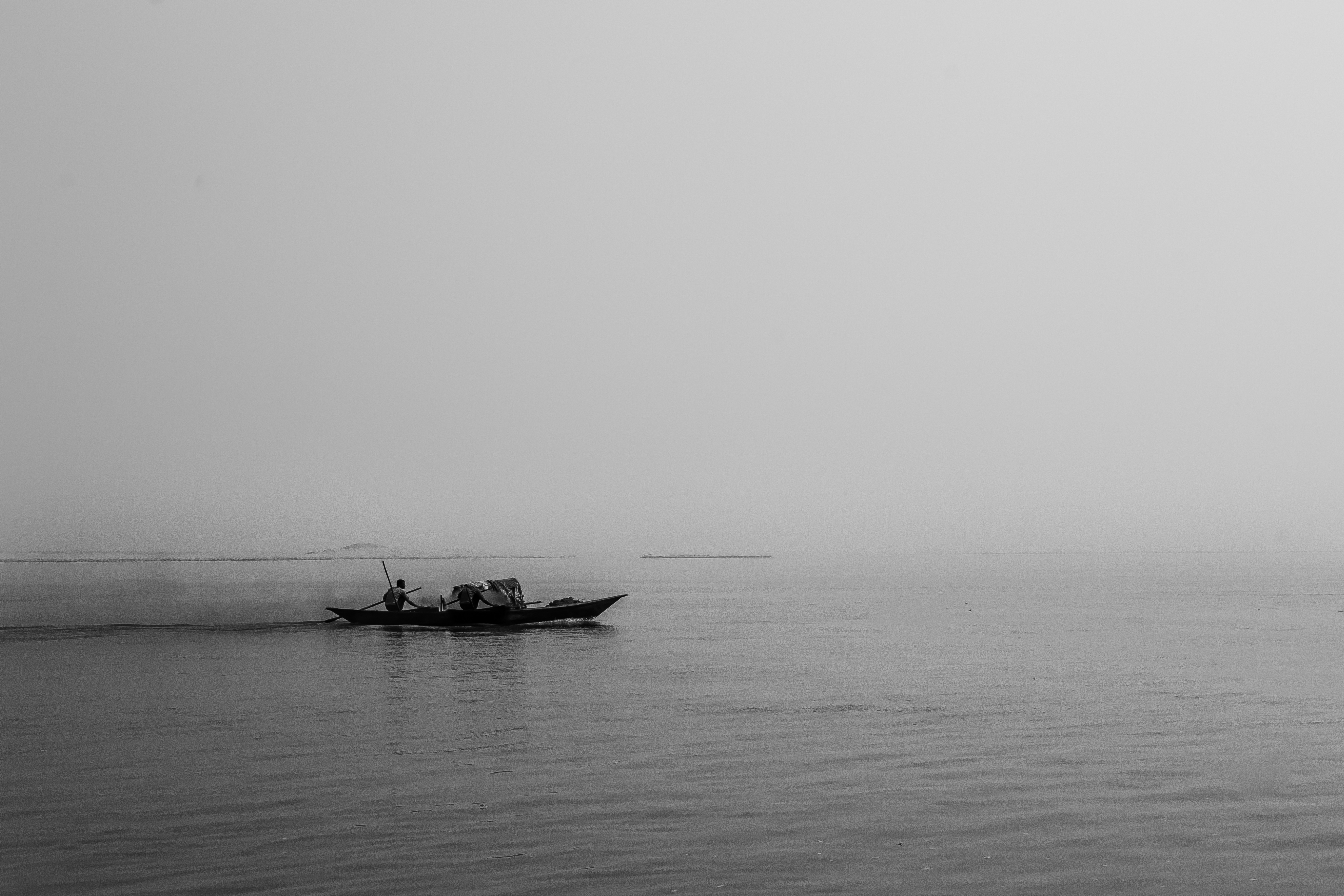
Джамуна

Брахмапутра (бенг. ব্রহ্মপুত্র) — одна з найбільших річок Гімалаїв і Тибету, загальна довжина 2850 км (з них 280 км територією Бангладеш), площа водозбірного басейну 583 тис. км². На території Бангладеш утворює велику кількість піщаних островів (чарів) в своєму річищі, розпадається на безліч проток і рукавів. Для річки характерні регулярні повені під час сезону мусонів. Катастрофічна повідь 1988 року, коли витрати води становили 98 тис. м³/с (середні значення 20 м³/с), швидкість потоків сягала 3-4 м/с, а рівень води піднявся до 22 м. Найбільші притоки в Бангладеш: Дудкумар, Дхарла, Тіста, Хурасагар (усі праві). Від Джамуни відходить лівий рукав (Стара Брахмапутра), що з'єднується з Мегхною поблизу Бхайраб-Базару. До катастрофічної ассамської повіді 1787 року він був основним річищем Брахмапутри, тепер же він наповнюється лише в сезон дощів.

### Сурма — Мегхна

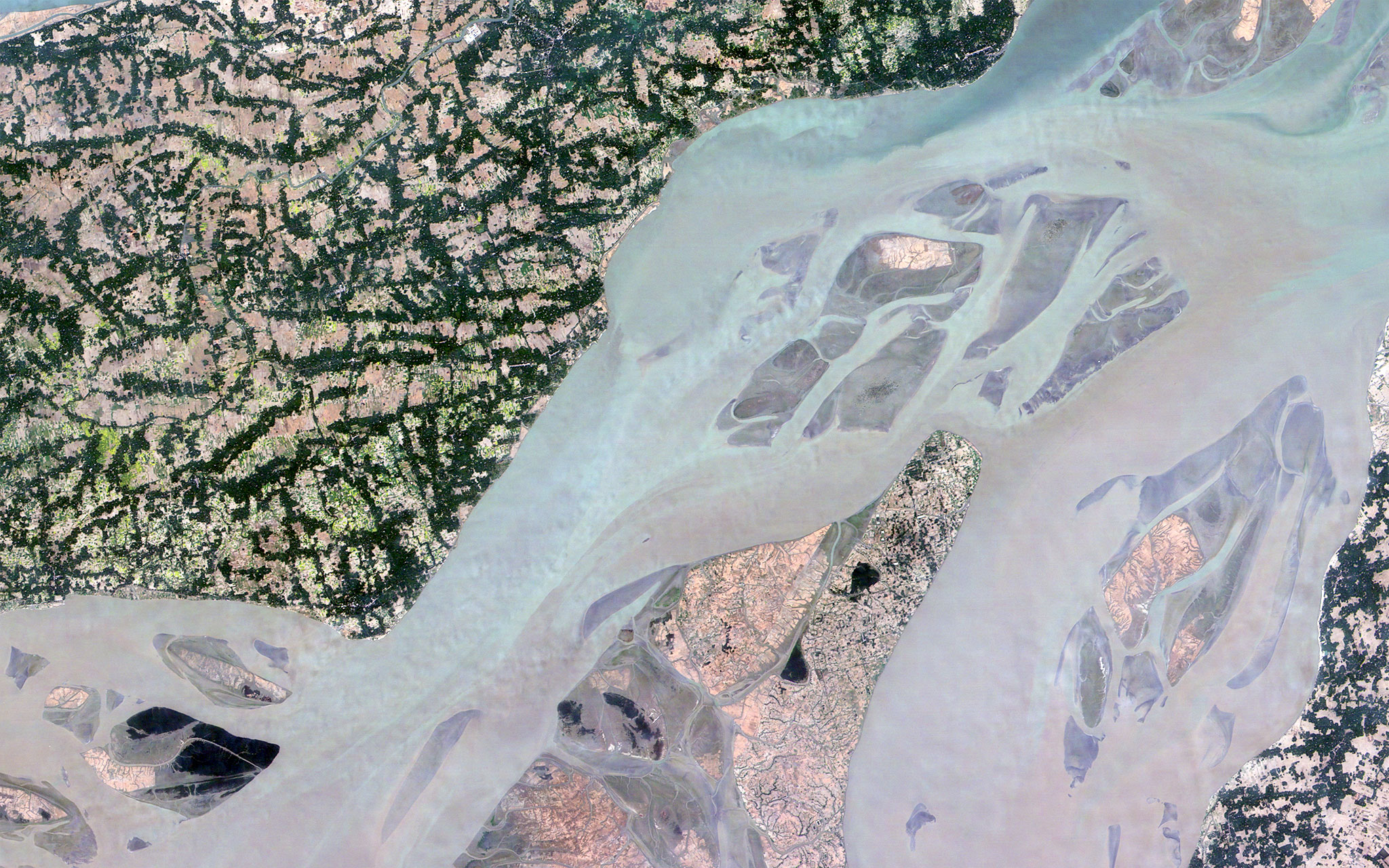
Мегхна з космосу

Мегхна (бенг. মেঘনা) — найдовша річка Бангладеш, 669 км. Збирає притоки з гірських пагорбів Мегхалаї, одного з найвологіших місць на планеті (Черапунджі, 10 тис. мм на рік). Головний приток річки — Барак бере початок на схилах пагорбів Нага-Маніпуру в Ідії, на кордоні з Бангладеш біфуркує на Сурму (бенг. সুরমা; права, тече північніше) і Касіяру (ліва). Сама Сурма біфуркує на Баулаї і Калні (які несуть свої води до Касіяри). Баулаї і Касіяра зливаються поблизу Маркулі. У межиріччі Сурми і Касіяри область депресій (хаорів), стариць і заболочених місцин, що перетворюються на суцільне озеро під час сезону дощів. Під час паводків на річці витрати води можуть сягати 19,8 тис. м³/с (середні 6,5 тис. м³/с), швидкість потоку води 1-2 м/с, а рівень підіймається до 40 м. У місті Бхайраб-Базар Мегхна приймає води одного з рукавів Брахмапутри. Нижче за течією похил стає ультрарівнинним — 1 м на 88 км, річище звивисте, сильно меандроване. Падма вливається в Мегхну в місті Чандпур. Мегхна вливається в Бенгальську затоку чотирма потужними гирлами (Тетуліа, Шахбазпур, Хатіа, Сандвіп), утворюючи ряд великих островів (Хатія, Дакхін-Шахбазпур, Південна Хатія, Сандвіп).

### Регіон Читтагонг
Річкові басейни регіону Читтагонг на сході країни не поєднані з річковою мережею Гангу і Брахмапутри. Річки у верхній течії мають нехарактерний для іншої частини країни гірський характер. Найбільша річка — Карнафулі, що тече з пагорбів Читтагонгу на захід і південний захід і впадає до Бенгальської затоки в Читтагонзі. Поблизу Каптаї на річці збудовано греблю.
- Карнафулі (бенг. কর্ণফুলি), впадає до Бенгальської затоки
  - Халда, права притока
  - Ічаматі, права притока
  - Ченгі, права притока
  - Маїні, права притока
  - Касалонг, права притока
- Мухурі (бенг. মুহুরী), впадає до Бенгальської затоки
- Сангу, впадає до Бенгальської затоки
- Матамухурі, впадає до Бенгальської затоки
- Бакхалі, впадає до Бенгальської затоки
- Наф (бенг. নাফ), впадає до Бенгальської затоки